# Municipio de Harmony (Dakota del Norte)
El municipio de Harmony (en inglés: Harmony Township) es un municipio ubicado en el condado de Cass en el estado estadounidense de Dakota del Norte. En el año 2010 tenía una población de 81 habitantes y una densidad poblacional de 0,91 personas por km².

## Geografía
El municipio de Harmony se encuentra ubicado en las coordenadas 46°56′28″N 97°7′38″O / 46.94111, -97.12722. Según la Oficina del Censo de los Estados Unidos, el municipio tiene una superficie total de 89.44 km², de la cual 89,16 km² corresponden a tierra firme y (0,31 %) 0,28 km² es agua.

## Demografía
Según el censo de 2010, había 81 personas residiendo en el municipio de Harmony. La densidad de población era de 0,91 hab./km². De los 81 habitantes, el municipio de Harmony estaba compuesto por el 100 % blancos. Del total de la población el 0 % eran hispanos o latinos de cualquier raza.